# Palais Pamphilj
Le palais Pamphilj (en italien : Palazzo Pamphilj), dont le nom est issu de la famille Pamphili, est un palais italien situé sur la piazza Navona à Rome, construit entre 1644 et 1650. Depuis 1920, il abrite l'ambassade du Brésil et, en 1964, il est devenu la propriété de l'État brésilien. 

## Décoration
Une fresque de Pierre de Cortone représentant l'Histoire d'Enée réalisée vers 1651-1654, orne la grande galerie.

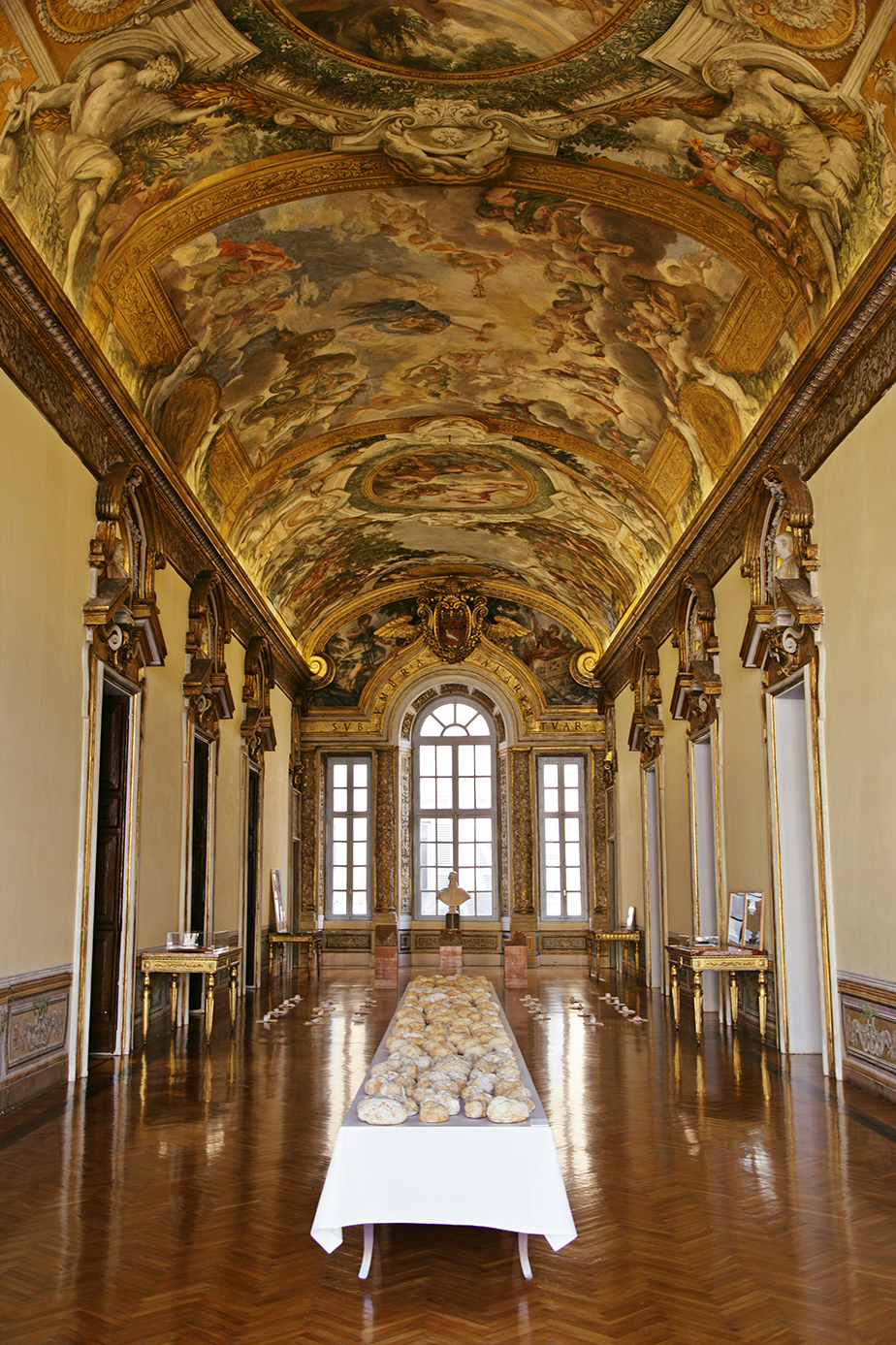
La galerie décorée par Pierre de Cortone

## Traduction
- (en) Cet article est partiellement ou en totalité issu de l’article de Wikipédia en anglais intitulé « Palazzo Pamphilj » (voir la liste des auteurs).